# Йоун Сигюрдссон
Йоун Сигюрдссон (исл. Jón Sigurðsson; 17 июня 1811, Храбнсейри — 7 декабря 1879, Копенгаген) — исландский учёный и государственный деятель, президент исландского литературного общества. Возродитель исландского Альтинга, лидер борьбы за независимость Исландии. День рождения Йоуна Сигюрдссона — Национальный праздник.

## Биография
Йоун Сигюрдссон родился 17 июня 1811 года в Храбнсейри на берегу Аднар-фьорда на западе Исландии, в семье пастора Сигурдюра Йоунссона (Sigurdur Jónsson; 2 января 1777 — 31 октября 1855) и его супруги, домохозяйки Тоурдис Йоунсдоуттир (Þórdís Jónsdóttir; 1772 — 28 августа 1862).
Под руководством отца, Йоун в 11-летнем возрасте овладел латынью, после чего изучил основы древнегреческого языка и иврита.
В 1829 году окончил домашнее обучение под руководством Гуннлёйгура Оддсона (исл. Gunnlaugur Oddsson; 1786—1835), который 31 мая 1826 года стал пастором Кафедрального собора Рейкьявика.
В 1829—1830 годах работал в торговле в Рейкьявике. В 1830—1833 годах служил в резиденции епископа Стейнгримюра Йоунссона в Лёйгарнесе.
В 1833 году уехал в датскую столицу Копенгаген, изучал грамматику и историю, а затем политику и экономику в Копенгагенском университете, но не окончил его.
Работал в архиве Копенгагенского университета, отыскивая уцелевшие рукописи исландских саг. В 1835 году стал стипендиатом Арнамагнеанского фонда, с 1848 года был членом Арнамагнеанской комиссии. Одновременно работал в Исландском литературном обществе, Королевском датском научном обществе, Королевском обществе северных антикваров. В 1845–1849 годах был архивариусом Королевского общества северных антикваров, пока должность не была упразднена. Получил постоянный грант от датского правительства на публикацию рукописей. Много времени Йоун Сигюрдссон уделял каталогизации исландских рукописей из собрания Аудни Магнуссона. Начиная с 1841 года Йоун Сигюрдссон часто посещал Стокгольм и Уппсалу, каталогизируя хранившиеся там исландские рукописи.
В 1837 году Йоун Сигюрдссон, совместно с Магнусом Хаконарссоном (Magnús Hákonarsson), редактировал исландскую газету Skírnir.
С 1840 года Йоун Сигюрдссон стоял во главе движения, ставившего своей целью восстановление автономии Исландии и её древнего законодательного собрания — Альтинга. Он активно помогал проживавшим в Дании исландским художникам, музыкантам, писателям. Спонсировал Сигюрдюра Гвюдмюндссона, который впоследствии тоже стал самоотверженным борцом за независимость «Ледяной земли»[стиль]. Свои политические идеи Йоун Сигюрдссон пропагандировал в созданной им газете «Новое общество» (Ný Felagsrit, 1841—1873). Основная тематика газеты была связана с независимостью Исландии, свободы торговли, отмены датской монополии.
Патриотические усилия Йоуна увенчались частичным успехом: в 1844 году Альтинг был восстановлен датским правительством — но лишь в качестве совещательного учреждения. Йоун Сигюрдссон был избран депутатом Альтинга. Он настоял на том, чтобы Альтинг, созываемый раз в два года, заседал в Рейкьявике, а не в долине Тингведлир, как первоначально.
В 1845 году Йоун женился на своей кузине Ингибьёрг Эйнарсдоуттир (Ingibjörg Einarsdóttir;  9 октября 1804 — 16 декабря 1879).
В 1848 году Йоун Сигюрдссон издал заявление о юридическом праве Исландии на отделение от Дании и полную государственную независимость. В некоторых статьях и выступлениях 1849—1851 гг. Йоун Сигюрдссон высказывался в поддержку освободительной борьбы Голштинии и Шлезвига, выхода из состава Дании. («islandske forfatningssag med Slesvig-holsteinismen»).
В 1851 году в здании латинской школы в Рейкьявике начало работу Национальное собрание, членами которого являлись Йоун Сигюрдссон, его родной брат Йенс и их шурин Оулавюр Йоунсен (Ólafur Johnsen; 1809—1885). Стифтамтман (губернатор) Йёрген Дитлев Трампе распустил собрание. Йоун Сигюрдссон — автор Конституции Исландии 1874 года.
В 1854 году Йоун Сигюрдссон, заручившись поддержкой либеральных депутатов датского парламента, добился ликвидации датской торговой монополии в Исландии. Исландская торговля была объявлена свободной от ограничений и открытой для всех с 1 апреля 1855 года.
Напечатал: «Diplomatarium islandicum», статистический обзор Исландии («Skýrslur um Landshagi») и много ценных журнальных статей. Как лингвист, Йоун Сигюрдссон консультировал фарерского священника Хаммерсхаймба, работавшего над реформой фарерского правописания.
Похоронен Йоун Сигюрдссон на кладбище Хоулавадлагардюр в Рейкьявике.

## Память

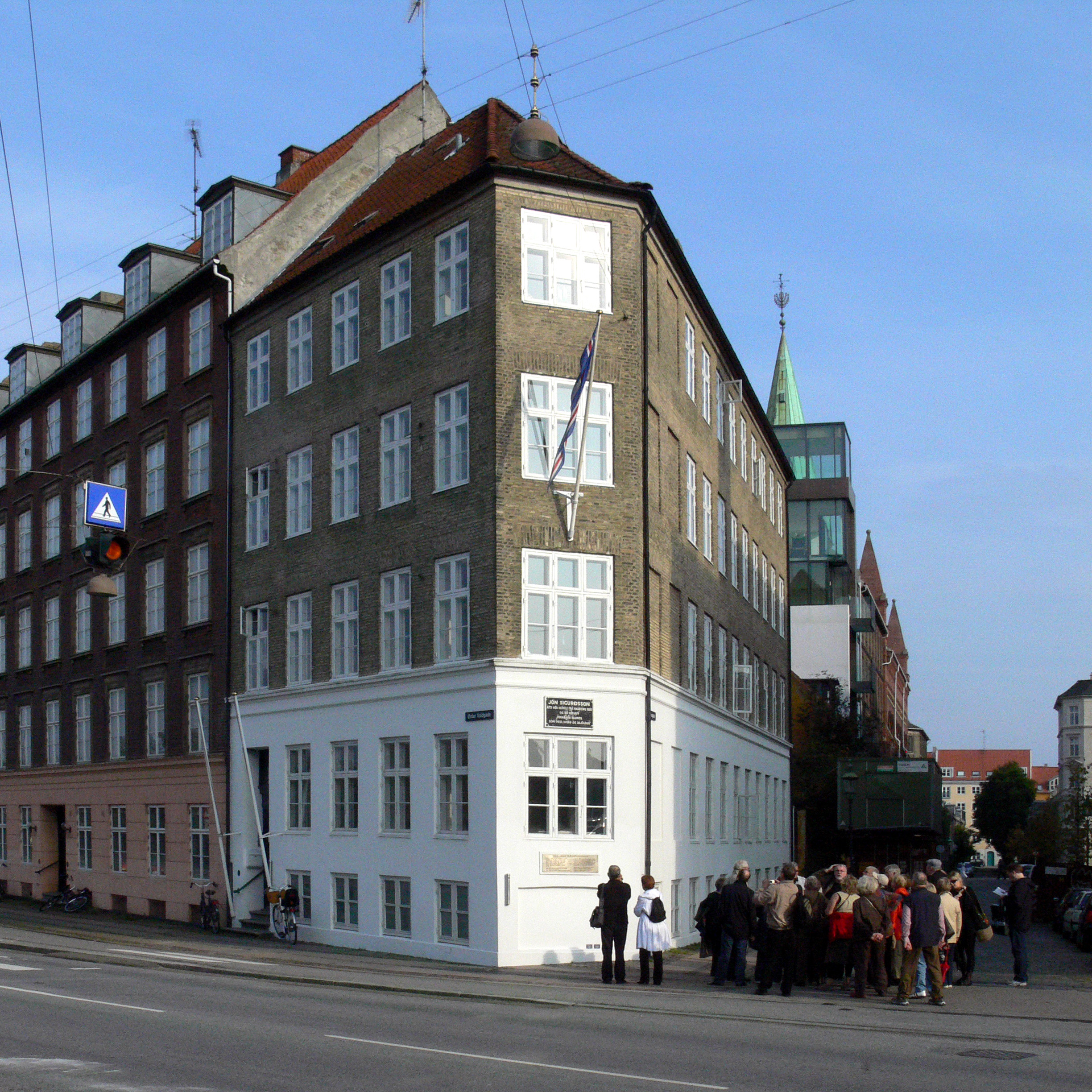
Йоунхус в Копенгагене, в котором скончался Йоун Сигюрдссон

В доме в Копенгагене, где Йоун Сигюрдссон и Ингибьёрг Эйнарсдоуттир жили с 1852 по 1879 год открыт музей и культурный центр — Йоунхус.
В 1911 году, к 100-летию со дня рождения Йоуна Сигюрдссона перед зданием правительства на улице Лайкьяргата статую Йоуна Сигюрдссона торжественно открыл министр по делам Исландии Кристьяун Йоунссон. Скульптор — Эйнар Йоунссон. В 1931 году статую перенесли на площадь Эйстюрвёдлюр перед зданием альтинга.
Йоун Сигюрдссон изображён на банкноте в 500 исландских крон.